# Михајловић
Михајловић је уобичајено српско презиме, патроним настало од мушког имена Михајло. Има га широм бивше Југославије. Значајни људи са презименом укључују:

## Људи
- Драгомир Михајловић (рођен 1960), гитариста
- Душан Михајловић (рођен 1948), политичар, бивши министар унутрашњих послова Србије 2000–2003.
- Јосиф Михајлович (1887–1941), политичар
- Милан Михајловић (рођен 1945), композитор и диригент
- Милош Михајловић (рођен 1978), пијаниста

### Спортисти
- Бошко Михајловић (рођен 1971), фудбалер
- Бранислав Михајловић (1936–1991), бивши југословенски фудбалер
- Бранкица Михајловић (рођена 1991), српска одбојкашица
- Веско Михајловић (рођен 1968), фудбалер
- Драгослав Михајловић (1906–1978), бивши југословенски фудбалер
- Жарко Михајловић (1920–1986), фудбалски тренер
- Љубомир Михајловић (рођен 1943), бивши југословенски фудбалер
- Немања Михајловић (рођен 1996), фудбалер
- Првослав Михајловић (1921–1978), бивши југословенски фудбалер
- Радмило Михајловић (рођен 1964), бивши фудбалер Босне и Херцеговине
- Синиша Михајловић, (1969–2022), српски фудбалски менаџер и бивши играч
- Стефан Михајловић (рођен 1994), фудбалер